# 유럽 전구 (제2차 세계 대전)
제2차 세계 대전의 유럽 전구, 유럽 전쟁은 유럽에서 일어난 거대한 전구 중 하나로 나치 독일이 폴란드 제2공화국을 침공한 1939년 9월 1일부터 독일이 무조건 항복한 1945년 5월 8일(유럽 전승 기념일)까지 지속되었다. 연합국과 추축국은 서부 전선과 동부 전선 2개의 주요 전선 뿐 아니라 지중해 전구 등 인접 지역에도 전투를 벌였다.

## 이전 사건들
제1차 세계 대전에서 패한 독일은 베르사유 조약에서 상당한 양의 배상금, 일부 영토 손실, 전쟁 범죄 처벌, 병력 약화 및 제한, 경제 약화 등의 징벌적 조건을 얻게 되었다. 독일은 세계 앞에서 굴욕을 보았으며 매우 큰 전쟁보상금을 배상해야만 했다(이후 도스 안으로 일부 줄어들었다). 많은 독일인들은 전후 조약의 조건으로 경제 붕괴와 초인플레이션이 닥쳐왔다고 비난했다. 이러한 분노는 정치적 불안정을 초래하여 아돌프 히틀러의 국가 사회주의 독일 노동자당의 지지도가 올라 1933년에는 히틀러가 독일의 총리가 되었다.
아돌프 히틀러가 국제 연맹에 탈퇴한 이후, 베니토 무솔리니의 파시스트 이탈리아와 함께 베를린-로마 축을 선포하며 강철 조약을 맺었다. 나중에는 도조 히데키의 일본 제국 정부와도 손을 잡아 추축국을 만들었다. 일본과 독일은 이미 소련의 공산주의에 대항하는 1939년 방공 협정을 맺었다. 다른 소국 또한 협약을 통해 추축국에 합류했다.

## 유럽 전쟁의 시작
나치 독일과 소련은 서로를 적으로 선포했지만, 뮌헨 협정에서 체코슬로바키아(프랑스와 소련의 동맹국이었으며, 중부 유럽에서 마지막으로 남겨진 민주주의 국가)가 독일에게 넘겨지게 되었고, 독일-소련 불가침 조약으로 소비에트 연방과 불가침 조약을 맺었고 중부 유럽, 핀란드, 발트3국을 분할하는 비밀 협정도 같이 맺었다.
유럽에서 발발한 거대 전쟁은 1939년 9월 1일 독일이 폴란드를 침공하고, 영국과 프랑스가 독립 보장을 약속하면서 시작하였다. 1939년 9월 3일에는 영국과 프랑스가 독일에게 선전포고했으며, 영국 원정군이 프랑스로 보내졌지만 영국군과 프랑스군은 한동안 국경에서 전투가 이루어지지 않았고, 독일 국경에서 폴란드 독립 보장 조약을 지키기 위해 약간의 공세만 있었다.
9월 17일, 소련이 폴란드 침공에 합류하지만, 여전히 서부 열강 내에서는 중립으로 남아 있었다. 폴란드 정부는 루마니아로 철수했다. 폴란드는 마지막 대형 전투인 10월 5일 코크 전투에서 마지막 작전군이 포위당한 이후 5주 이내에 항복했다. 폴란드 9월 전역이 끝난 이후, 히틀러는 유럽 대륙 지배를 인식 기준이라 생각하고 프랑스와 영국에게 평화 협상을 하였다. 10월 12일, 영국은 평화협정을 공식적으로 거부했다.
동부에서는 전역이 빠르게 진행되었지만, 프랑스-독일 국경은 이 기간 동안 조용했다. 이 상대적으로 평화롭고 조용했던 기간은 1940년 5월 10일까지 주요 강대국 사이에서 지속되었고, 이 기간을 가짜 전쟁이라고 부른다.

## 독일군의 북유럽 지배

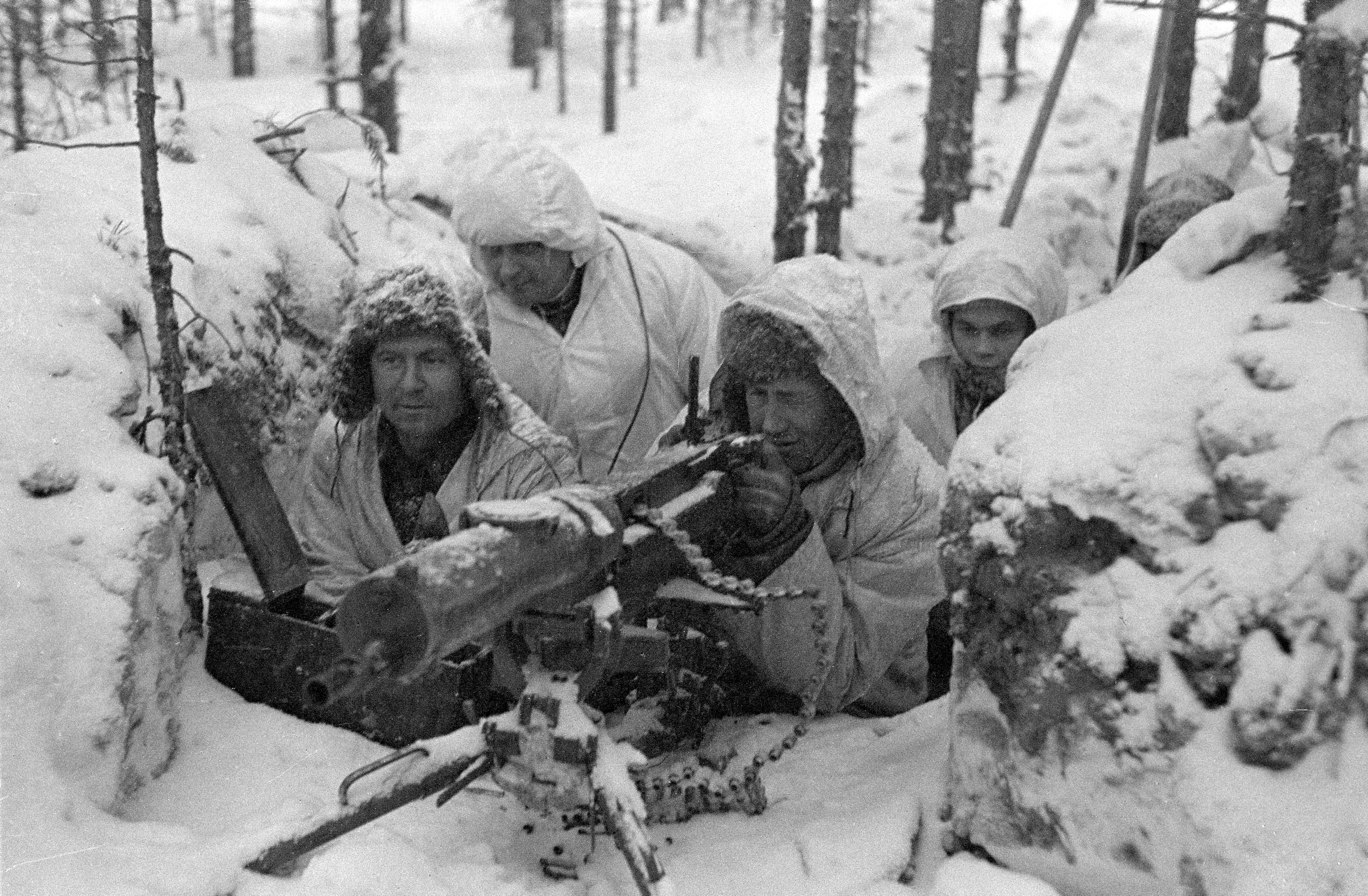
겨울 전쟁 기간의 핀란드군

가짜 전쟁 기간 동안 열강들 끼리는 평화로웠지만, 다른 몇몇 국가들은 전투를 겪게 되었다. 1939년 9월 28일부터 발트3국은 선택의 여지 없이 영토 내에 소련군 주둔과 기지 부설을 허용해야 했다. 1940년 6월 소련은 발트 3국을 점령하기 시작했으며, 8월에 완전히 합병되었다.
소련은 핀란드에게 일부 영토를 할양하라고 요구하지만, 핀란드는 이를 거부했고 소련은 1939년 11월 30일 선전포고한다. 이것이 겨울 전쟁의 시작이었다. 5달 간의 격한 전투 이후, 핀란드는 러시아와의 국경에서 밀려났지만 소련군은 핀란드군보다 무기가 우수했지만 전 국토를 점령하려는 시도를 포기했다. 1940년 3월 12일, 모스크바 평화 조약으로 핀란드는 국토의 10%를 잃었다. 핀란드는 전쟁 기간 동안 세계적 관심의 부족으로 인해 평화 조약에서 더 많은 영토를 잃지 않는데만 노력해야 했다.
한편, 스칸디나비아반도의 서부 지역에서는 1940년 4월 베저위붕 작전으로 덴마크와 노르웨이를 침공하고, 이에 대항하여 영국은 페로 제도(덴마크 영토)와 아이슬란드를 침공(덴마크의 군주령)하고 점령했다.

## 서부로 오는 전쟁

프랑스의 패배 이후 개선문을 지나는 독일군

가짜 전쟁은 5월 10일 독일군이 마지노선을 우회하여 네덜란드, 벨기에, 룩셈부르크, 프랑스 제3공화국을 공격하면서 끝나게 되었다. 독일군은 네덜란드, 벨기에, 룩셈부르크를 거쳐서 5월 13일 프랑스의 아르덴에 진입했지만, 프랑스군은 이 지형에서 전차 및 기타 장갑차들은 통과할 수 없다고 판단하고 거의 완전한 무방비 상태로 버려두는 실수를 하였다. 대부분의 연합군은 제1차 세계 대전의 슐리펜 계획의 재실행을 기대하면서 플랑드르로 집결하였고, 결국 프랑스 본토와 차단되어 포위를 당했다. 이는 독일군의 뛰어난 통신 및 전술 운용으로, 프랑스 공방전은 모든 연합군이 생각했던 기간보다 더욱 빨리 끝났다. 마지막 6주 동안 루프트바페는 파리를 포함하여 6월 3일까지 폭격작전을 계속하였다. 6월 10일, 이탈리아 왕국이 프랑스와 영국 두 국가에게 선전포고를 하였지만 의미있는 성공적인 작전을 펼치진 못했다. 프랑스 정부는 파리를 떠났고, 이후 6월 22일 항복하였다. 프랑스 국민과 국가 모두에게 굴욕을 주기 위해, 히틀러는 1918년 독일 항복문서가 서명되었던 콩피에뉴 숲의 동일한 객차에서 항복문서를 서명했다. 항복문서에는 프랑스를 2개 주요 부분으로 나누었다. 북부는 독일의 통제하에 들어갔고 남부는 독일 괴뢰국인 비시를 기반으로 한 비시 프랑스 정부가 통치하게 되었다. 대부분의 프랑스 군인과 다른 점령국 군인들은 영국으로 도피했다. 장군 샤를 드 골은 자신을 자유 프랑스의 지도자로 선언하고 전투를 계속하겠다고 말했다.
소련의 외무부 장관인 뱌체슬라프 몰로토프는 독일-소련 불가침 조약을 맺은 이후 독일에게 축하하며 다음과 같이 말했다.
우리는 독일 국방군의 화려한 성공의 때에 소련 정부가 가장 따뜻한 축하의 손길을 건넨다. 바다 근처의 아브빌에 도달한 하인츠 구데리안의 전차 부대는 소련의 연료로 구동되고, 로테르담을 폭격한 독일 폭격기는 소련제 피록실린으로 가득 차 있었으며, 다이나모 작전 중에서 영국군을 명중시킨 총알은 백동 합금으로 만들어졌다...

나중에 1941년 4월 24일 소련 정부는 프랑스의 비점령 지역에 만들어진 비시 프랑스 정부를 외교적으로 인정하였다.
따라서 프랑스가 멸망하고 대영제국 혼자서 떠맡게 되었다. 영국 총리 네빌 체임벌린은 전쟁 중 사임하였고 윈스턴 처칠이 다음 자리에 오르게 되었다. 다행히도 영국은 다이나모 작전에서 작은 민간용 보트 수백 척이 군함이 해변에서 대기하는 가운데 카페리를 통해 프랑스 북부 항구에서 탈출시킬 수 있었다. 기갑 사단은 지나친 전진으로 광범위한 재정비가 필요한 상태여서 계속 독일 기갑사단만이 진격해서 영국군을 물리칠 수 있었을 지는 아직도 논쟁 대상이다. 어떤 경우에는 히틀러가 독일 공군 지휘관 헤르만 괴링의 의견을 받아들고 루프트바페 단독으로 독일 보병이 도착할 때까지 폭격할 수 있게 하였고, 그 결과 영국군이 후퇴할 시간을 벌어 주었다는 말도 있다. 나중에, 이 철수 부대의 대부분이 노르망디 상륙 작전의 상륙군의 중심군이 되게 된다.
영국은 평화 협상을 시도할려는 독일의 여러 시도들을 거절했다. 독일은 가능한 한 바다사자 작전이라 부른 영국 본토 침공을 위해 제공권을 획득해야 했고, 독일이 점령한 북프랑스로 공군을 밀집시켰다. 이 기간 동안 루프트바페와 영국 공군 간의 항공전을 영국 본토 항공전이라고 부른다. 처음 루프트바페는 지상과 공중의 영국 공군 파괴에 집중했다. 나중에, 독일 공군은 더 블리츠라고 불린 1940년 9월부터 영국 산업 시설 및 대도시의 폭격으로 전환했으며, 영국 공군을 물리치려는 처음 목표는 완전히 패배했다. 영국 공군은 제공권 장악을 통해 독일 공군을 물리칠 수 있었으며, 영국 본토 침공 작전은 1940년 9월 중단되었다.
더 블리츠 기간 동안 영국의 주요 산업 시설, 대성당, 정치적 건물 모두 대폭격을 받았다. 특히 런던은 몇 달 동안 야간 폭격에 시달렸다. 버밍엄과 코번트리 등 기타 대도시와 플리머스와 킹스턴어폰헐 등의 해군 기지에서도 폭격이 일어났다. 유럽에서는 지상에서 직접적인 충돌은 없었지만, 대서양 전투 같이 해상이나 공중에서의 충돌이나 다수의 특공대가 점령된 유럽으로 침투했다. 처칠은 전투에 나간 영국 공군에게 다음과 같이 말했다.
인류의 전쟁사에서 이렇게 많은 사람들이 이렇게 많은 빚을 이렇게 적은 사람들에게 진 적은 일찍이 없었을 것입니다.

## 항공전

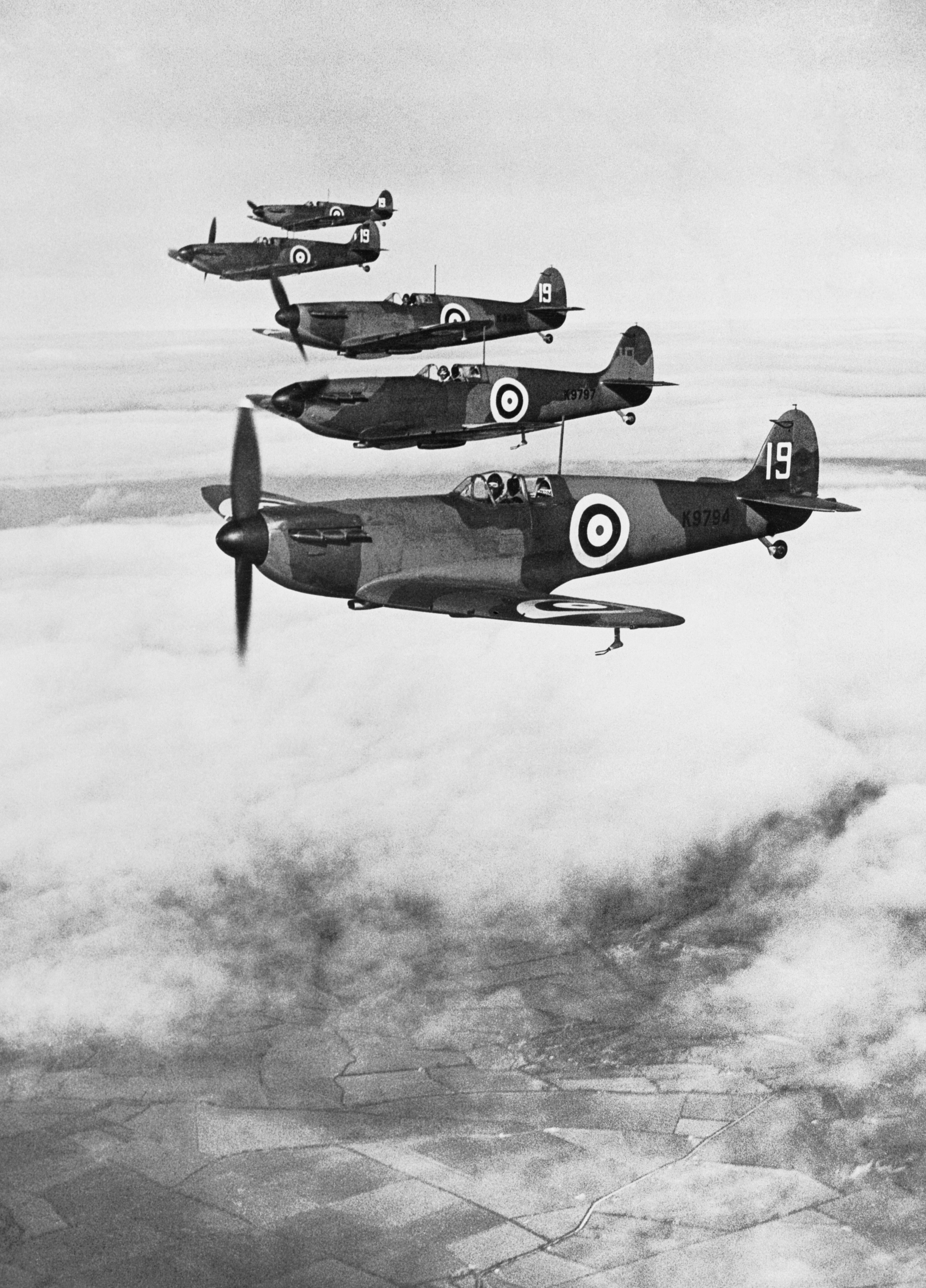
영국 본토 항공전 동안 광범위하게 쓰인 영국 공군의 스핏파이어

유럽 전구의 항공전은 1939년부터 시작되었다.
전쟁 전의 교리는 폭격기의 도시 공습으로 거대 공포와 적의 급속한 붕괴를 일으키고자 했다. 그 결과, 영국 공군은 대형 전략폭격기 위주로 병력을 구성했다. 이와는 대조적으로, 나치 독일의 루프트바페는 거의 육군 지원에 전념해 있었다. 따라서, 독일군 폭격기는 영국군 폭격기보다 작았으며, 그래서 4발 중폭격기를 아브로 랭카스터나 보잉 B-17 같이 완전히 개발하지 않고 하인켈 He 177처럼 비슷한 크기로 생산했으며 전쟁 말에야 공군에서 임무에 참가하기 시작했다.
독일의 주요 영국 도시 폭격은 가장 잘 알려진 항공전인 영국 본토 항공전으로 1940년 9월 7일부터 1941년 5월 10일까지 이루어졌다. 영국 공군은 헤르만 괴링의 루프트바페의 공격을 방어하여 결국에는 영국 침공 작전을 무기한 연기시켰다. 이 때는 전쟁의 첫 번째 중요한 전환점이었다. 이후 독일 공군의 대부분은 독일 도시를 떠나 소련에 폭격을 시작함으로써 영국과 이후 미국의 항공 폭격에 취약해졌다. 이 승리의 결과로, 영국은 미국 및 다른 연합국이 1944년 6월 노르망디 상륙 작전 당시 기지로 사용하게 되었으며, 이후 나치 독일이 점령한 서유럽을 해방할 수 있게 되었다. 그럼에도 불구하고, 독일군은 영국 도시에 계속 소규모로 폭격을 가했으며 나중에는 영국 본토로 V-1 로켓 포탄 및 V-2 로켓을 사용하여 폭격을 가했다. 그러나, 포탄의 비율은 영국 공군 사령부 등의 노력을 통해 완전히 영국 쪽으로 기울게 되었다. 1942년부터 영국은 독일 도시 하나 당 1,000기의 폭격기를 이용할 수 있었다.
1942년 이후, 폭격기 사령부의 노력으로 미국 육군 항공대 8 항공군의 지원을 받아 1942년 7월 4일 유럽 대륙의 폭격을 위해 영국으로 전진배치하게 된다. 이날 밤에 미군과 폭격기 사령부는 야간 기습 폭격을 했다. 1945년 2월 14일 일어난 드레스덴 폭격은 역사상 가장 최악의 화재 중 하나로 남게 되었다. 도시에서 만들어진 불기둥 때문에 약 18,000명에서 25,000명이 사망했다. 오직 1943년 7월 24일부터 29일까지 이루어진 함부르크 폭격, 1945년 3월 9일부터 10일까지 이루어진 도쿄 대공습, 히로시마와 나가사키 핵공격만 단일 공습으로 더 많은 사상자가 나왔다.

## 지중해와 발칸 반도

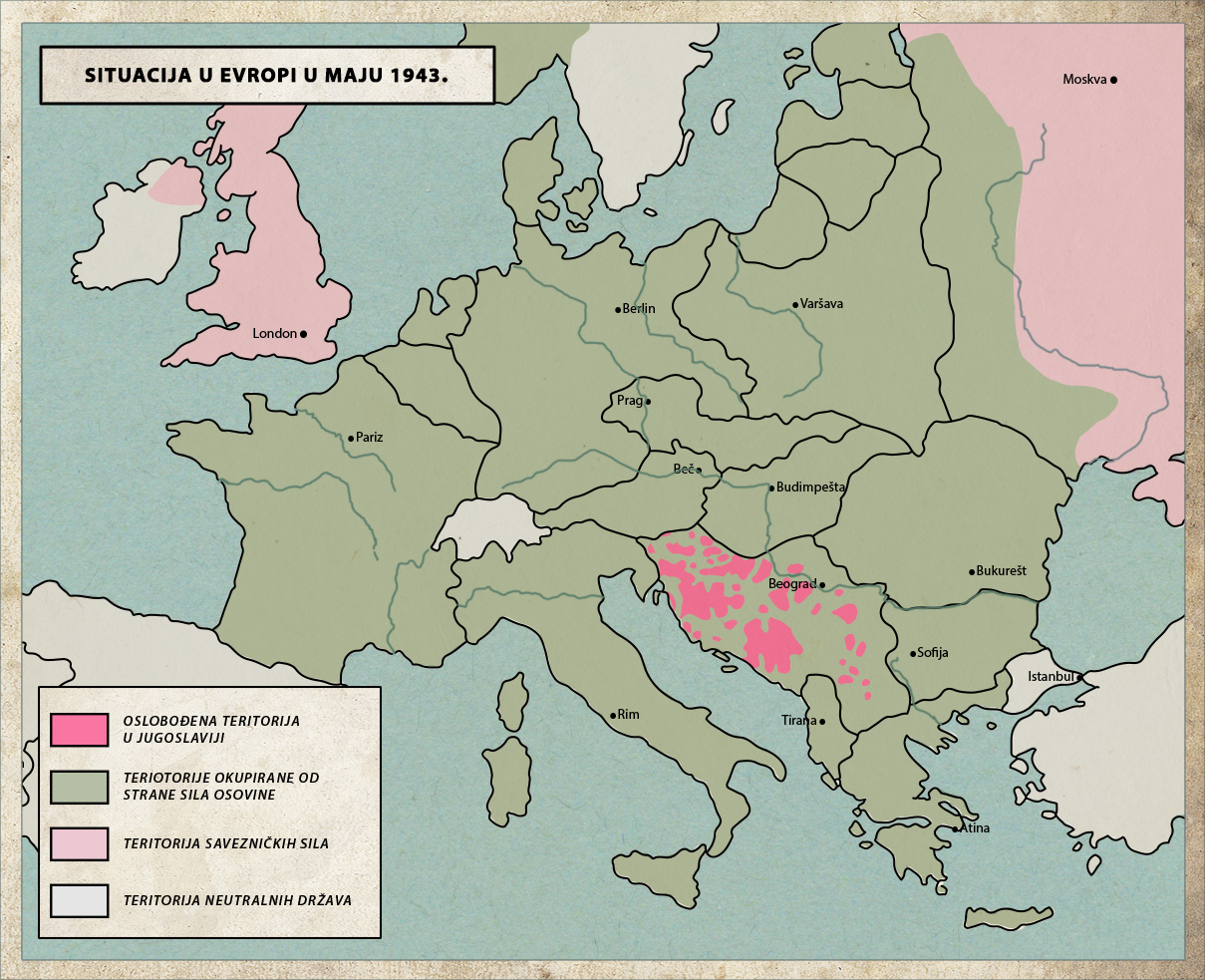
1943년 5월, 유고슬라비아 전선에서 유고슬라비아 파르티잔이 해방시킨 영역

지중해 전구는 제2차 세계 대전 동안 일어났던 주요 전구 중 하나이다. 이 전역은 이탈리아 전역, 발칸반도 전역, 남프랑스, 몰타 섬, 중동 등 광대한 크기의 전구이다.
전쟁 이전, 이탈리아는 알바니아를 침공하여 공식적으로 합병했다. 무솔리니 정권은 1940년 6월 10일 프랑스와 영국에게 선전포고했고 10월 28일에 그리스와 전쟁을 시작했다. 그러나 이탈리아군은 북서유럽에서 나치 독일이 이루었던 성공을 가질 수 없었다. 이탈리아는 그리스에게 선전포고하고 그리스를 침공했지만 독일의 개입이 이루어질 때까지 국가를 점령하지 못했다. 그리스 전역이 진행되는 동안 독일군, 이탈리아군, 헝가리군, 불가리아군이 동시에 유고슬라비아를 침공했다. 유고슬라비아와 그리스를 성공적으로 점령한 이후 독일군은 크레타 전투로 크레타 섬을 점령했다. 발칸 반도를 점령한 이후 독일군은 소련군을 침공하기 시작했다. 발칸반도 전역은 침공을 지연시켰고 이후 알바니아, 유고슬라비아, 그리스 지역의 저항 운동으로 인해 추축국은 최대 병력으로 묶여있어야 했다. 이는 소련이 많이 필요로 했던 병력들을 묶음으로써 도움을 주었다.
추축국이 북아프리카에서 패배할 때까지 남유럽에서는 별다른 전투가 없었다. 아프리카에서 추축국이 패배하면서, 연합군이 이탈리아를 침공하고 장기간의 전역 기간 동안 조금씩 이탈리아 반도 북부로 진격했다. 이탈리아 침공 결과 이탈리아는 항복하고 무솔리니는 축출되었다. 그러나 이후 쿠데타가 일어나고 파시스트와 독일이 이탈리아를 점령하면서 이탈리아 북부에 무솔리니의 괴뢰국인 이탈리아 사회공화국이 세워졌다.
연합국(주로 친소련)인 유고슬라비아 파르티잔은 유고슬라비아 전선에서 아드리아해 반대편의 추축국과 싸우면서 서방 연합국에게 약간의 지원을 받았다. 1944년 말 소련군이 발칸반도로 진군하면서 발칸반도 전역에 합류했고 발칸반도에 남아 있던 독일군을 후퇴시켰다.
1945년 4월, 독일군은 이탈리아 북부와 점령한 유고슬라비아 전역에서 계속된 연합국의 공격으로 완전히 후퇴했다. 이 전역 및 지중해 전역은 1945년 4월 29일에 종료되었다. 그러나, 그리스 지역에서는 계속해서 그리스 내전이 발발하면서 전투가 지속되었다.

## 같이 보기
| 세계 전투 전선 모음집 | 세계 전투 전선 모음집 | 세계 전투 전선 모음집 |
| --------------------- | --------------------- | --------------------- |
| 1943-07-01            | 1943-11-01            | 1944-07-01            |
| 1944-09-01            | 1944-12-01            | 1945-05-01            |

- 유럽-아프리카-중동 전역 종군 기장
- 지중해 전구 (제2차 세계 대전)
- 태평양 전쟁
- 제2차 세계 대전의 지중해 및 중동 전구

## 참고 자료
- Churchill, Winston (1953). 《The Second World War》 (영어) 6판.
- Keegan, John (1989). 《The Second World War》 (영어). Hutchinson. ISBN 0-09-174011-8..
- Lee, Loyd E. ed. World War II in Europe, Africa, and the Americas, with General Sources: A Handbook of Literature and Research (1997)
- Murray, Williamson; Millett, Allan R. (2000). 《A War to Be Won: Fighting the Second World War》 (영어). Harvard University Press. ISBN 0-674-00163-X.
- Overy, Richard (1995). 《Why the Allies Won》 (영어). Pimlico. ISBN 0-7126-7453-5.
- Powaski, Ronald E. (2003). 《Lightning War: Blitzkrieg in the West, 1940》 (영어). John Wiley. ISBN 978-0-471-39431-0.
- Powaski, Ronald E. (2008). 《Lightning War: Blitzkrieg in the West, 1940》 (영어). Book Sales, Inc. ISBN 978-0-7858-2097-0.
- Smith, J. Douglas; Richard Jensen (2002). 《World War II on the Web: A Guide to the Very Best Sites》 (영어).
- Weinberg, Gerhard L. (2005). 《A World at Arms: A Global History of World War II》 (영어). Cambridge University Press. ISBN 0-521-44317-2.